# Чикоњоло
Чикоњоло (итал. Cicognolo) је насеље у Италији у округу Кремона, региону Ломбардија.
Према процени из 2011. у насељу је живело 933 становника. Насеље се налази на надморској висини од 44 м.

## Становништво
Према резултатима пописа становништва 2011. у општини је живело 955 становника.
| 1936. | 1951. | 1961. | 1971. | 1981. | 1991. | 2001. | 2011. |
| ----- | ----- | ----- | ----- | ----- | ----- | ----- | ----- |
| 1.167 | 1.160 | 963   | 798   | 810   | 830   | 850   | 955   |